# Skógdalsfjall
Skógdalsfjall är ett berg i republiken Island. Det ligger i regionen Austurland, 400 km öster om huvudstaden Reykjavík. Toppen på Skógdalsfjall är 782 meter över havet.
Trakten runt Skógdalsfjall är nära nog obefolkad, med mindre än två invånare per kvadratkilometer. Närmaste större samhälle är Reyðarfjörður, omkring 10 kilometer nordost om Skógdalsfjall. Trakten runt Skógdalsfjall består i huvudsak av gräsmarker.